# Steuart Bedford
Pour les articles homonymes, voir Bedford.
Steuart John Rudolf Bedford est un chef d'orchestre et pianiste anglais, né le 31 juillet 1939 à Londres et mort le 15 février 2021. Il est le frère du compositeur David Bedford et du chanteur Peter Lehmann Bedford et petit-fils de la soprano Liza Lehmann.

## Biographie
Bedford est associé particulièrement à la musique de Benjamin Britten, dont il a dirigé la première mondiale de Death in Venice en 1973. Bedford a aussi dirigé d'autres opéras de Britten et arrangé une suite d'orchestre d'après Death in Venice. Entre 1974 et 1998, il a été le directeur artistique du Festival d'Aldeburgh. En 1989, il devient directeur artistique conjoint avec Oliver Knussen. D'autres productions dans l'opéra contemporain incluent notamment, en 1996 à Monte-Carlo, la création mondiale de The Picture of Dorian Gray, de Lowell Liebermann ainsi que la création américaine en 1999.
Bedford a dirigé plusieurs enregistrements commerciaux des opéras de Britten, notamment le premier enregistrement de Death in Venice pour Decca, ainsi que The Turn of the Screw (Collins Classics, réédition Naxos). Il a également enregistré sa suite d'orchestre Death in Venice et les grands cycles vocaux de Britten.